# ساکاما
ساکاما (انگلیسی: Sácama) یک منطقهٔ مسکونی در کلمبیا است.